# بيورن أوتو
بيورن أوتو (بالألمانية: Björn Otto)‏ (و. 1977  م) هو قافز بالزانة، ومنافس ألعاب قوى، من ألمانيا، ولد في فرشن، شارك في ألعاب أولمبية صيفية 2012.

## جوائز
حصل على جوائز منها:
- ورقة الغار الفضية.

## روابط خارجية
- بيورن أوتو على موقع الاتحاد الدولي لألعاب القوى (الإنجليزية)
- بيورن أوتو على موقع الاتحاد الأوروبي لألعاب القوى (الإنجليزية)
- بيورن أوتو على موقع الدوري الماسي (الإنجليزية)
- بيورن أوتو على موقع اللجنة الأولمبية الدولية (الإنجليزية)
- بيورن أوتو على موقع أوليمبيديا (الإنجليزية)
- بيورن أوتو على موقع اللجنة الأولمبية الألمانية (الألمانية)